# Bouteldja Belkacem
Bouteldja Belkacem (en árabe: بوتلدجا بلقاسم‎)‎; (5 de abril de 1947 – 1 de septiembre de 2015, Oran) fue un músico e intérprete de raï argelino. Además, letrista, y compositor.

## Biografía
Creció en el Barrio El Hamri, de Oran, en Argelia. Es considerado un pilar del moderno raï. Uno de los que modernizaron el raï con Messaoud Bellemou, en la década de 1960, presentó por primera vez acordeón y sintetizador en lugar de guellal (batería) y gasba (flauta).
Comenzó a cantar a la edad de quince años. Tres años más tarde, se hizo famoso reanudando con canciones de herencia musical marroquí, un país vecino de la región de Orán.
El 9 de diciembre de 1965, grabó en Brahim El Feth su primera cinta seguida de un disco con dos éxitos. En 1968, su editor se va a París; y, Bouteldja, en honor a su contrato, se obliga a ir y venir para grabar tres discos. A finales de 1969, su encuentro con Messaoud Bellemou alteró el raï tradicional y la colaboración con este perduraría hasta finales de 1979. Bouteldja se retiró por un tiempo y regresó en 1985 para el primer festival Raï celebrado en Orán, con representantes de la nueva ola como Cheb Khaled, Hamid y muchos otros. En 1993, resumiendo la historia del Raï, Belkacem Bouteldja dijo: "La vida es así. Para cada uno su propio tiempo: Cheikh Hamada en los años 30, Rimitti en los años 50, Bouteldja en los años 60, Bellemou en los años 70,  Khaled en los años 80 y Hasni y Nasro en los 90s".
En 2015 falleció de un cáncer a los 68 años.

## Discografía
- Gatlek Zizia (????, 1965)
- Hadi França / Li Bik Bia (Chandor, 1967)
- Milouda / Serbili baoui (Chandor, 1966) (Casaphone, 1970)

## Canciones
- Milouda[5]
- Gatlek Zizia (Cheikha El Wachma cover)[6]
- Serbili baoui[7]
- Ya Rayi[8]
- Hiya Hiya Wahrania[9]
- Sidi el Hakem[10]
- Taliya Rabi Bik Blani